# Jesuitentheater
Jesuitentheater (auch Jesuitendrama) ist das katholische, lateinischsprachige Barockdrama der Jesuiten, das im 16. und 17. Jahrhundert besonders an jesuitischen Schulen gepflegt wurde. Die Aufführungen brachen mit den Traditionen der christlichen Verkündigung und bedienten sich weltlicher Unterhaltungskonzepte.

## Geschichte
Das Jesuitentheater entstand als Antwort auf die Reformation und war Bestandteil der gegenreformatorischen Unternehmungen des Jesuitenordens. Die reformatorischen Lehren begannen um sich zu greifen und die katholische Kirche sah sich harter Kritik ausgesetzt. Das Jesuitentheater verfolgte die Absicht, die Zweifler zurückzugewinnen und die katholische Kirche als triumphierende Siegerin darzustellen.  Die Zuschauer sollten hauptsächlich auf emotionaler Ebene angesprochen werden.
In den ersten hundert Jahren seit 1550, der eigentlichen Blütezeit, lehnte sich das lateinischsprachige Drama zunächst stark an das so genannte Humanistendrama an, um bald zu einem prachtvoll ausgestatteten Bekehrungsstück zu werden. Unter den bedeutendsten Autoren auf deutschem Gebiet waren Georg Agricola, Nicolaus von Avancini und Jakob Bidermann.  Sämtliche Aufführungen fanden in lateinischer Sprache statt.  Sogenannte „Periochen“ (Programmhefte) in deutscher Sprache erleichterten das Verständnis.
Die Dramen wurden nicht nur in den 750 Kollegien der Jesuiten gezeigt (im Pariser Kolleg Louis le Grand gab es sogar drei Bühnen). Es gab Aufführungen in jeder größeren katholischen Stadt und an den Fürstenhöfen.  Einer der größten zeitgenössischen Theaterräume in Deutschland war die jesuitische St. Michaelskirche in München.
Die Patres produzierten massenhaft Theaterstücke – Jean-Marie Valentin zählte 7.650 Titel –, die innerhalb von 220 Jahren entstanden.  Die Themen kreisten um Kirchengeschichte, christliche Märtyrer, Heiligenlegenden, Mission im fernen Osten und ähnliche religiöse und kirchliche Themen. In den letzten Jahrzehnten erschienen auch klassizistische Stoffe. Dabei wurden die Zuschauer mit dem jesuitischen Weltbild vertraut gemacht.
Nach dem Vorbild des Jesuitentheaters gehörte das Schultheater auch an den Gymnasien anderer Orden, etwa der Franziskaner, zum regelmäßigen Schulprogramm.
Nach 1773 endete die eigentliche Tradition des Jesuitentheaters mit der Aufhebung des Ordens durch Papst Clemens XIV.  Auch nach der Wiedereinrichtung des Ordens 1814 hat es Versuche gegeben, diese Einrichtung wieder zu beleben.

## Theaterpraxis
Die bunten Aufführungen waren ausgestattet mit Musik, Ballett und Dutzenden von Schauspielern und Statisten, die die Bühne bevölkerten. Die Zuschauer wurden durch barocken Pomp und ein Feuerwerk von Showeffekten in Atem gehalten. Prächtige Bühnenbilder und Requisiten beeindruckten die Zuschauer ebenso wie sämtliche Effekte der damaligen Bühnentechnik: Explosionen, Blitz und Donner, feuerspeiende Drachen, an Leinen herabfliegende Engel und bei infernalischem Lärm von der Erde verschluckte Gespenster. Teilweise wurden die Zuschauer zum Mitspielen animiert und nahmen auf diese Weise emotional an den Freuden und Leiden der Bühnenhelden teil.
Die Aufführungen waren zum Teil von derart beeindruckender Vehemenz, dass von Spontanbekehrungen berichtet wird. So sollen auch anwesende Landesfürsten noch an Ort und Stelle eine Wiederaufnahme in den katholischen Glauben erfleht haben. Die mit drastischen Bühneneffekten dargestellten Höllenqualen haben in ihrer Bildlichkeit offensichtlich eine größere Überzeugungskraft erzielt als argumentative Worte.